# ميثالوتشا
بلدية ميثالوتشا (بالإسبانية: Mezalocha) هي بلدية تقع في مقاطعة سرقسطة التابعة لمنطقة أراغون شمال شرق إسبانيا.

## الديموغرافيا
بلغ عدد سكان بلدية ميثالوتشا 222 نسمة عام 2011 (وفقاً للمعهد الوطني الإسباني للإحصاء).
| 318 | 315 | 301 | 271 | 263 | 237 | 222 |